# 티베트 대장경
티베트 대장경은 티베트어로 씌어진 불교 경전의 총칭이다.
7세기에 티베트에 전해진 불교는 민족 종교인 본교와 융합되어 라마교라고 하는 독특한 종교를 성립시켰다. 그때까지 문자나 문법서가 없었던 티베트에서는 산스크리트어에 의거하여 티베트 문자와 문법서를 창작하고, 이에 의하여 7세기 경부터 번역을 시작하여 9세기에는 대부분을 출판하였으며, 그 후의 것을 합하여 13세기에 처음으로 《티베트 대장경》 (나르탄 고판)을 개판(開版)하였고, 그 후에도 나르탄 신판 · 데르게판 · 초네판 · 프나카판 · 북경판 · 라사판 등 여러 차례에 걸쳐 출판이 거듭되었다.
인도에서는 불교가 쇠망하였기 때문에 인도 후기 불교의 불경과 논서들은 티베트역으로 남아 있는 것이 많으며, 불교 연구에 귀중한 자료를 제공해 주고 있다. 특히 티베트역은 충실한 직역이기 때문에 티베트역으로부터 산스크리트어 원전(原典)을 복원(復元)시킬 수 있는 자료 구실도 하고 있다.

## 같이 보기
- 대장경
- 산스크리트어 불경
- 수트라
- 팔리어 대장경
- 합천 해인사 대장경판

## 참고 문헌
- 이 문서에는 다음커뮤니케이션(현 카카오)에서 GFDL 또는 CC-SA 라이선스로 배포한 글로벌 세계대백과사전의 "종교·철학 > 세계의 종교 > 불 교 > 불교의 성전 > 티베트어 성전" 항목을 기초로 작성된 글이 포함되어 있습니다.